# Petuelring (metrostation)
Petuelring is een metrostation in de wijk Milbertshofen
Schwabing-West van de Duitse stad München. Het station werd geopend op 8 mei 1972 en wordt bediend door de lijnen U3 U8 van de metro van München.
Het station is vernoemd naar de gelijknamige straat die is vernoemd naar
Ludwig Petuel Sr. (1839-1911), een Frans zakenman.